# 東伏見

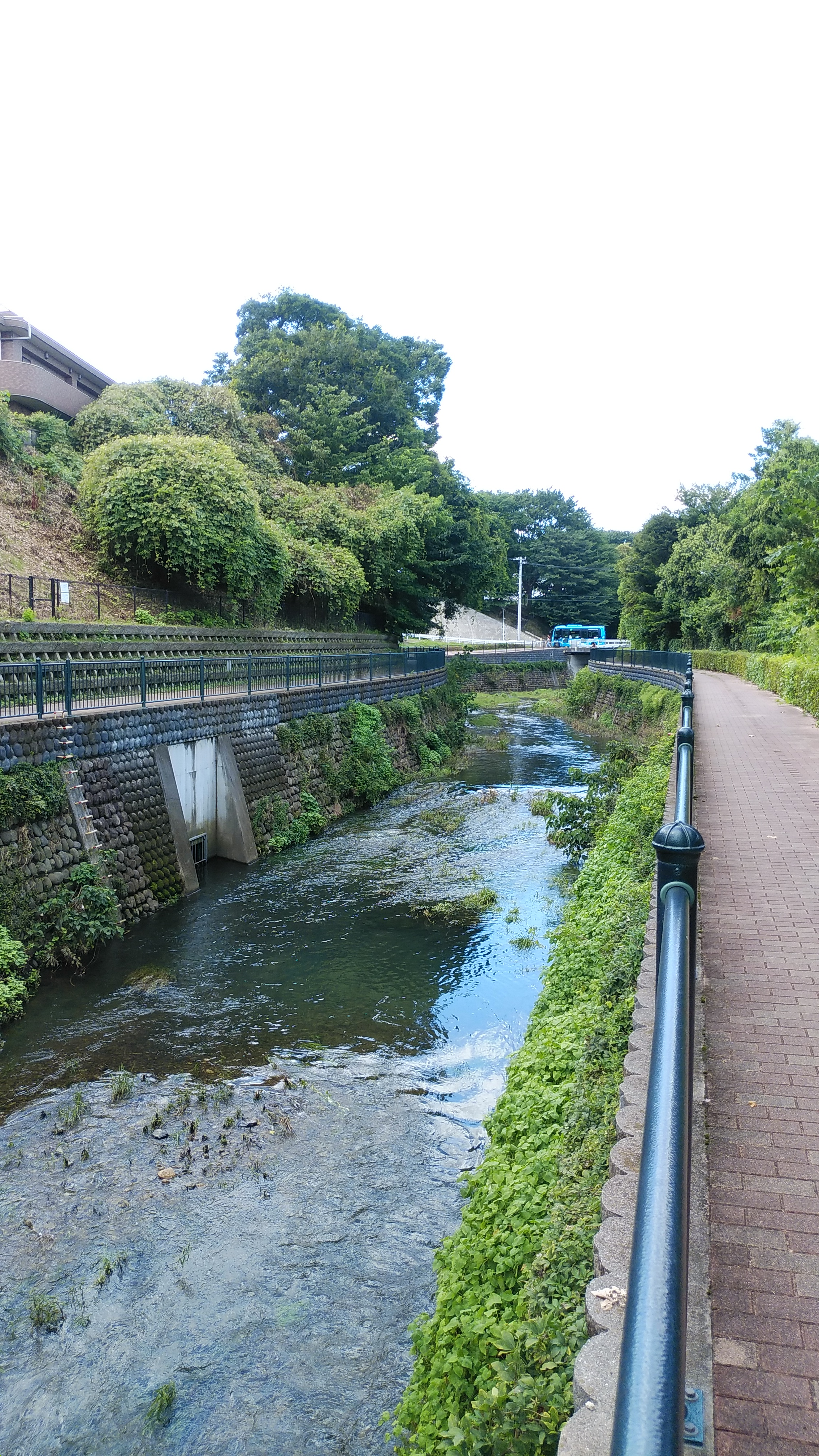
石神井川渓流部

東伏見（ひがしふしみ）は、東京都西東京市の町名。現行行政地名は東伏見一丁目から東伏見六丁目。住居表示実施済み区域である。郵便番号は202-0021。

## 地理
西東京市の南東部に位置する。北は西武新宿線を挟んで富士町、東は練馬区関町北、南は武蔵野市八幡町、緑町、西は柳沢に隣接する。北西から時計回りに東伏見一～六丁目が設置されている。

### 河川
- 石神井川
- 千川上水 ｰｰｰ 街区南端に流路を形成している。

### 面積と人口
丁目毎の面積 、人口と世帯数、および人口密度は以下の通りである。（2018年（平成30年）1月1日現在）
| 丁目         | 面積    | 人口     | 人口     | 人口     | 世帯数     | 人口密度        | 備考                 |
| 丁目         | 面積    | 男       | 女       | 計       | 世帯数     | 人口密度        | 備考                 |
| ------------ | ------- | -------- | -------- | -------- | ---------- | --------------- | -------------------- |
| 東伏見一丁目 | 0.11km2 | 165 人   | 151 人   | 316 人   | 183 世帯   | 2,872.7 人/km2  | 東伏見稲荷神社が所在 |
| 東伏見二丁目 | 0.12km2 | 460 人   | 538 人   | 998 人   | 546 世帯   | 8,316.7 人/km2  | 東伏見駅が所在       |
| 東伏見三丁目 | 0.16km2 | 441 人   | 442 人   | 883 人   | 445 世帯   | 5,518.8 人/km2  |                      |
| 東伏見四丁目 | 0.09km2 | 547 人   | 594 人   | 1,141 人 | 572 世帯   | 12,677.8 人/km2 |                      |
| 東伏見五丁目 | 0.08km2 | 665 人   | 631 人   | 1,296 人 | 686 世帯   | 16,200.0 人/km2 |                      |
| 東伏見六丁目 | 0.10km2 | 272 人   | 281 人   | 553 人   | 281 世帯   | 5,530.0 人/km2  |                      |
| 計           | 0.66km2 | 2,550 人 | 2,637 人 | 5,187 人 | 2,713 世帯 | 7,859.1 人/km2  |                      |

### 小・中学校の学区
市立小・中学校に通う場合、学区は以下の通りとなる。
| 丁目         | 街区   | 小学校                 | 中学校               |
| ------------ | ------ | ---------------------- | -------------------- |
| 東伏見一丁目 | 全域   | 西東京市立東伏見小学校 | 西東京市立柳沢中学校 |
| 東伏見二丁目 | 全域   | 西東京市立東伏見小学校 | 西東京市立保谷中学校 |
| 東伏見三丁目 | 1〜4番 | 西東京市立東伏見小学校 | 西東京市立保谷中学校 |
| 東伏見三丁目 | その他 | 西東京市立東伏見小学校 | 西東京市立柳沢中学校 |
| 東伏見四丁目 | 全域   | 西東京市立東伏見小学校 | 西東京市立柳沢中学校 |
| 東伏見五丁目 | 全域   | 西東京市立東伏見小学校 | 西東京市立柳沢中学校 |
| 東伏見六丁目 | 全域   | 西東京市立東伏見小学校 | 西東京市立柳沢中学校 |

### 地価
住宅地の地価は、2014年（平成26年）1月1日の公示地価によれば、東伏見3-2-19の地点で35万1000円/m2となっている。西東京市で最も地価が高い。

## 歴史
明治以前には、武蔵国新座郡上保谷村に属していた。旧保谷市地域である。

### 地名の由来

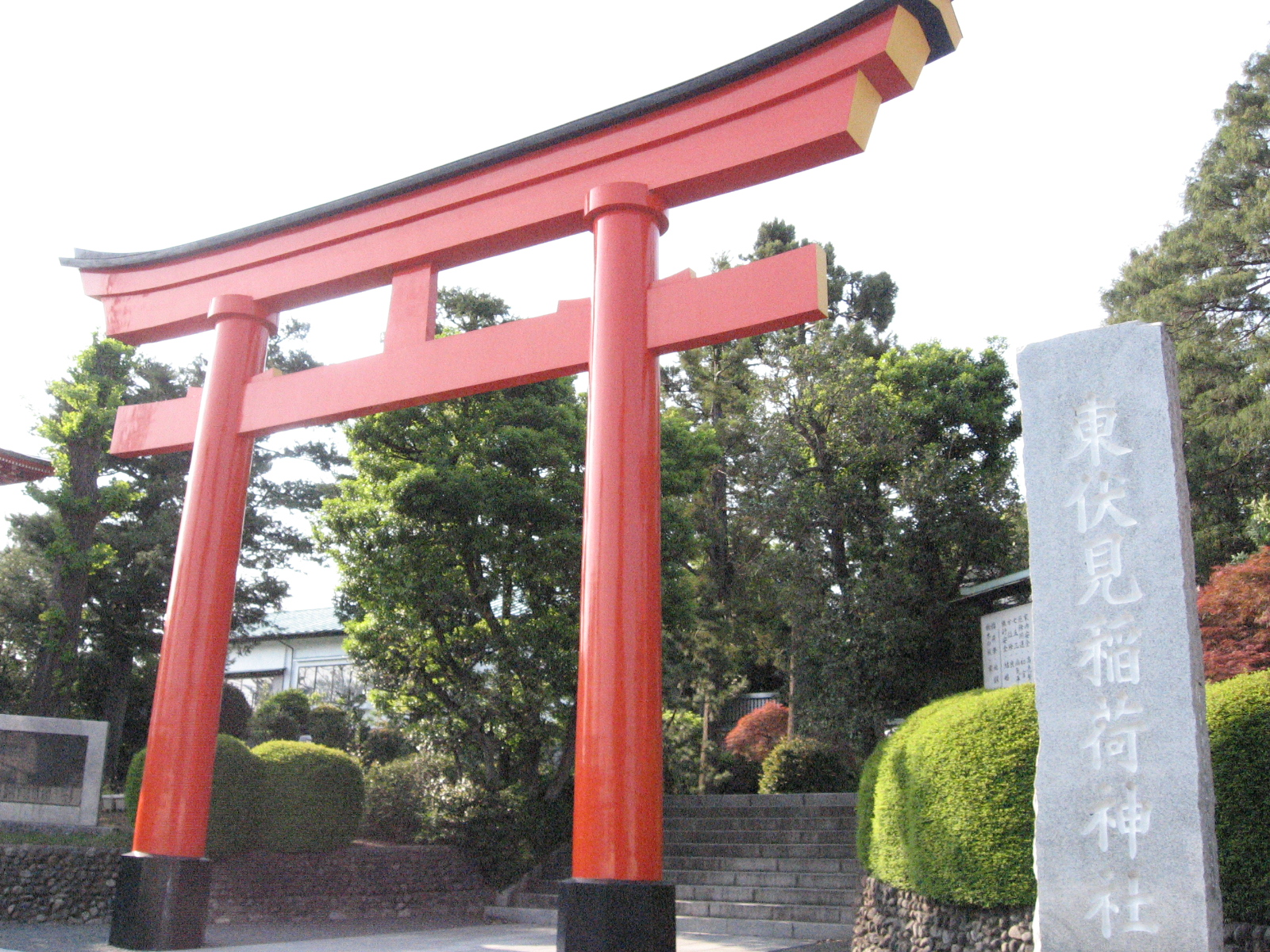
東伏見稲荷神社

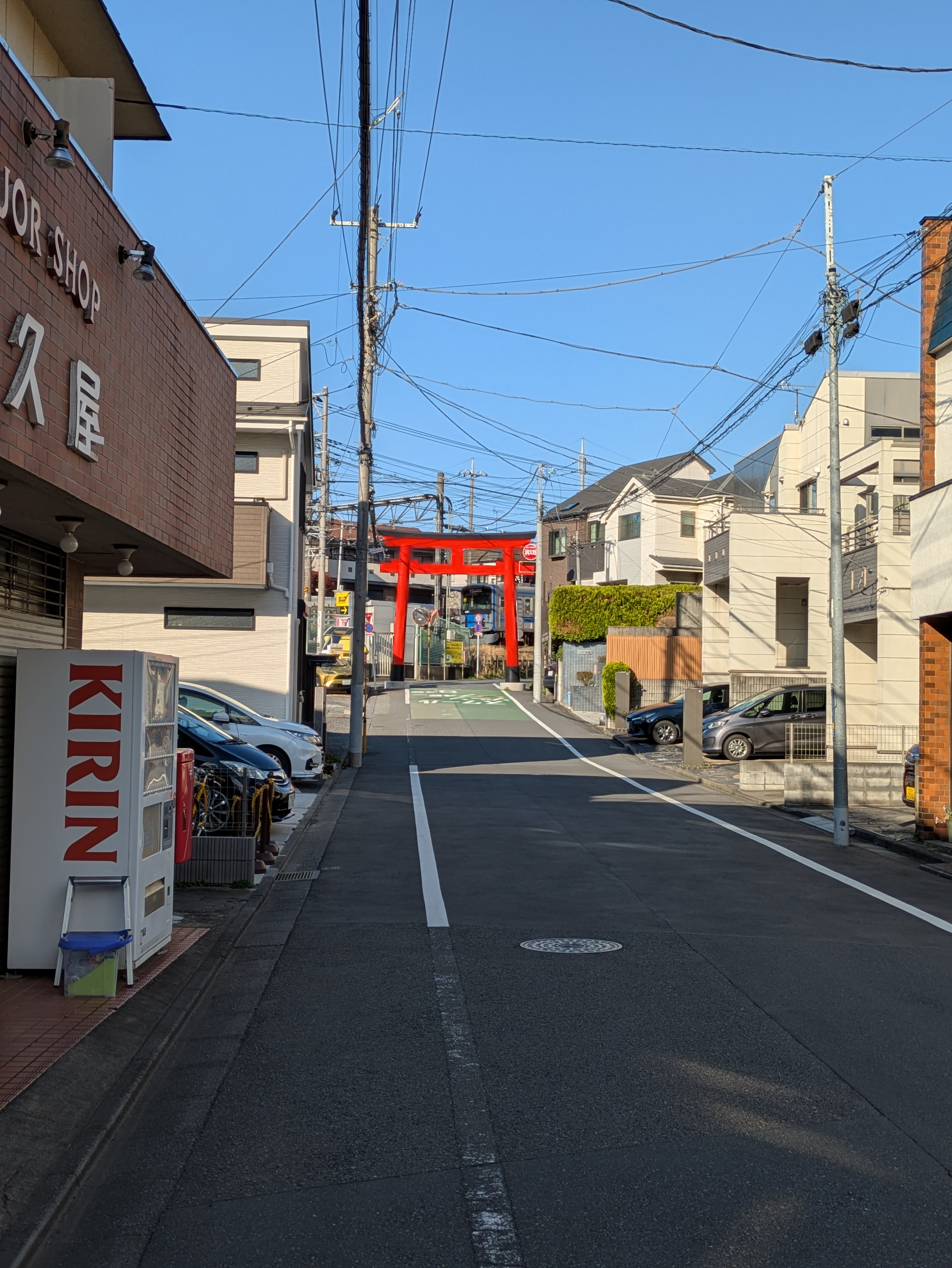
東伏見稲荷参道

町内にある東伏見稲荷神社にちなむ。なお、町名の案として、東伏見の他に「伏見町」「稲荷町」「伏見南町」が挙がっていた。

### 沿革
- 1966年（昭和41年）5月1日 保谷町が町名整理を実施。
  - 大字上保谷の小字下柳沢（一部）、千駄山（一部）、下野谷、坂上、上柳沢（一部）に大字上保谷新田の小字坂上（一部）を合わせて東伏見が設置される。
- 2001年（平成13年）1月21日 保谷市と田無市が合併して西東京市発足。西東京市東伏見となる。

## 交通

### 鉄道

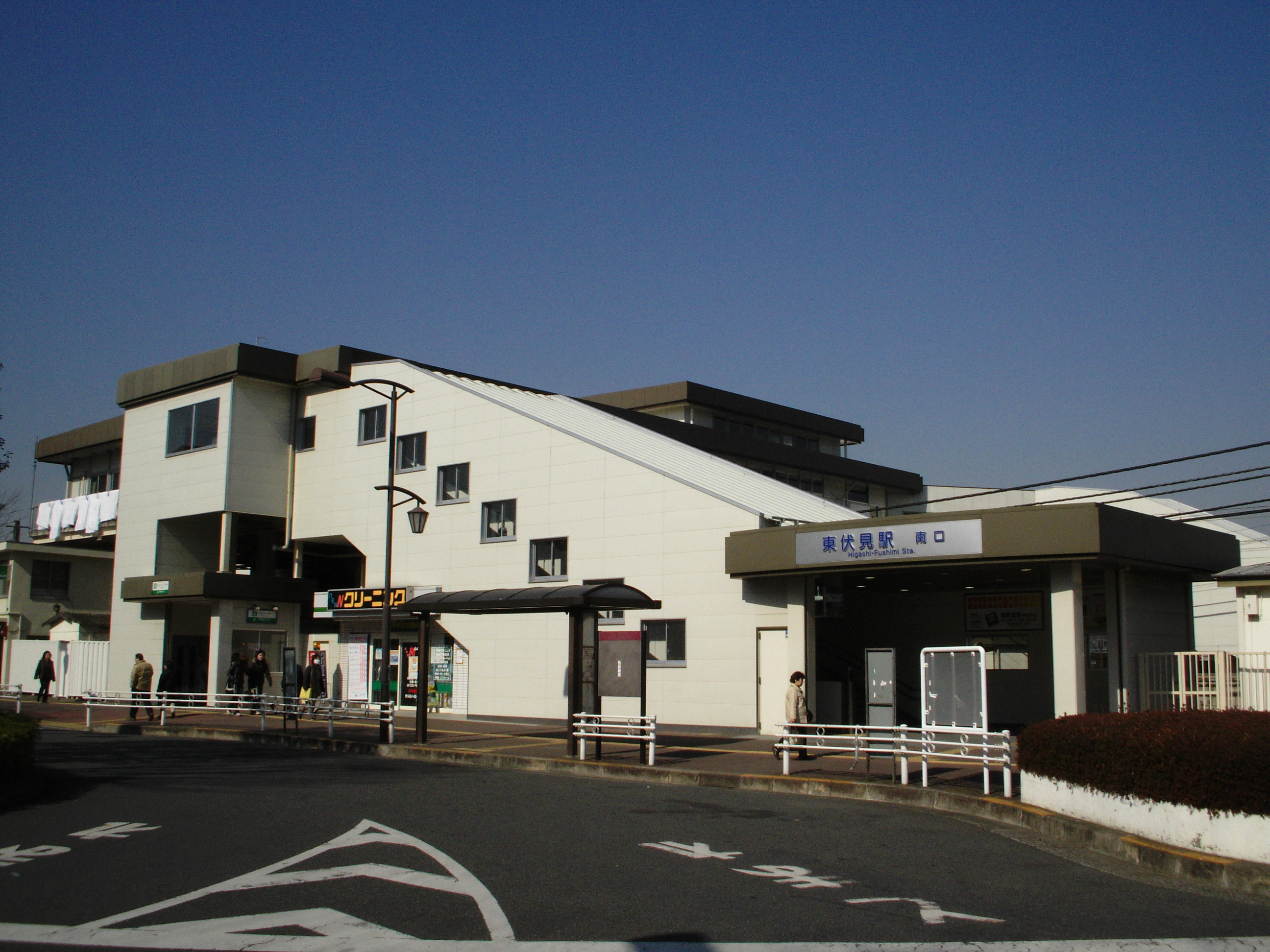
東伏見駅

| 街区内で利用可能な駅         |
| ---------------------------- |
| 西武新宿線 - 東伏見駅(SS 15) |

二丁目に西武新宿線東伏見駅がある。

### バス
地域内を西武バス・関東バス、及び西東京市コミュニティバス「はなバス」が通る。

### 道路
- 東京都道4号東京所沢線（青梅街道）
- 東京都道7号杉並あきる野線（五日市街道）

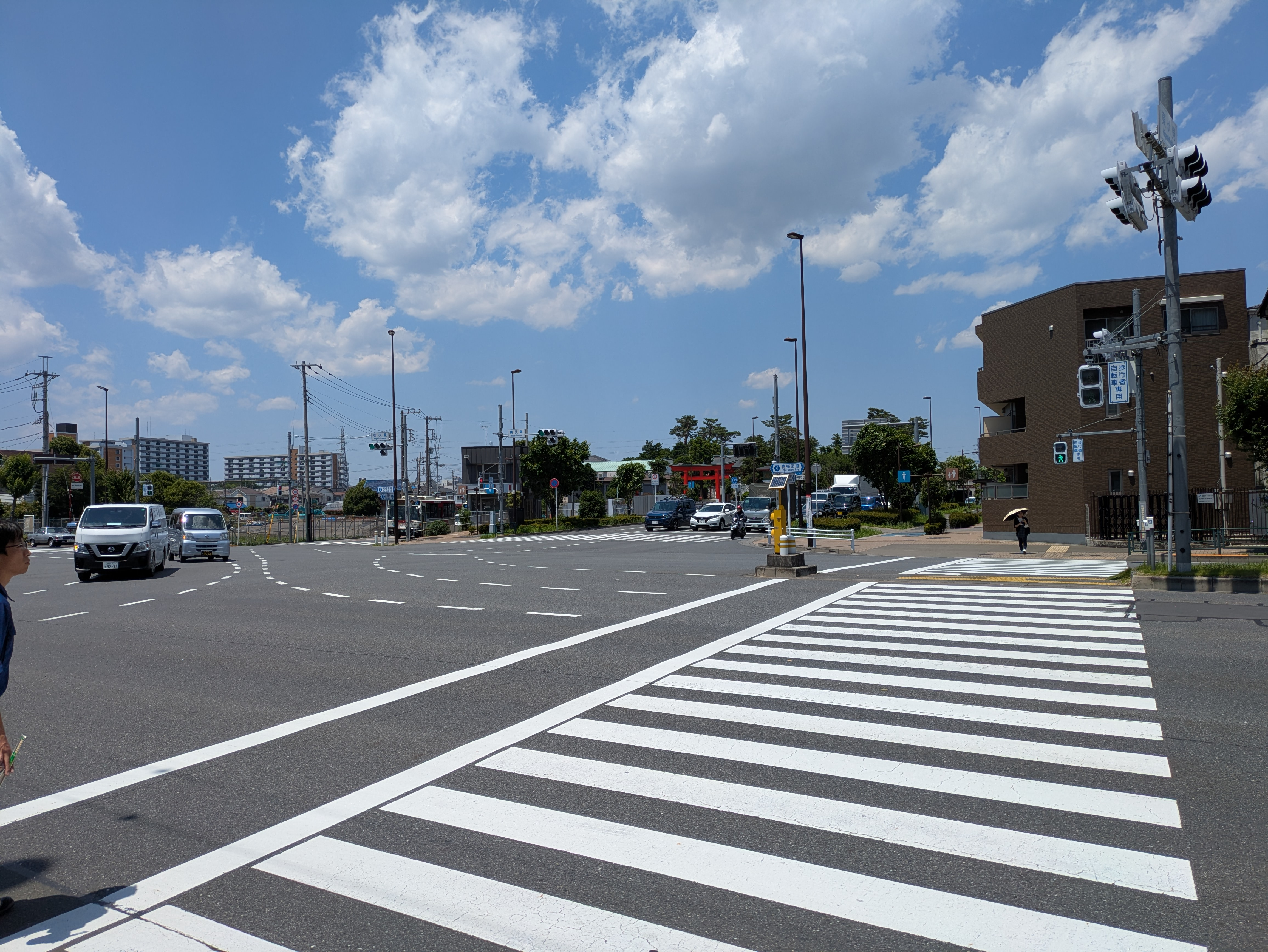
東伏見交差点（青梅街道 調布保谷線）

- 多摩南北道路1号線（調布保谷線）（伏見通り）

## 施設

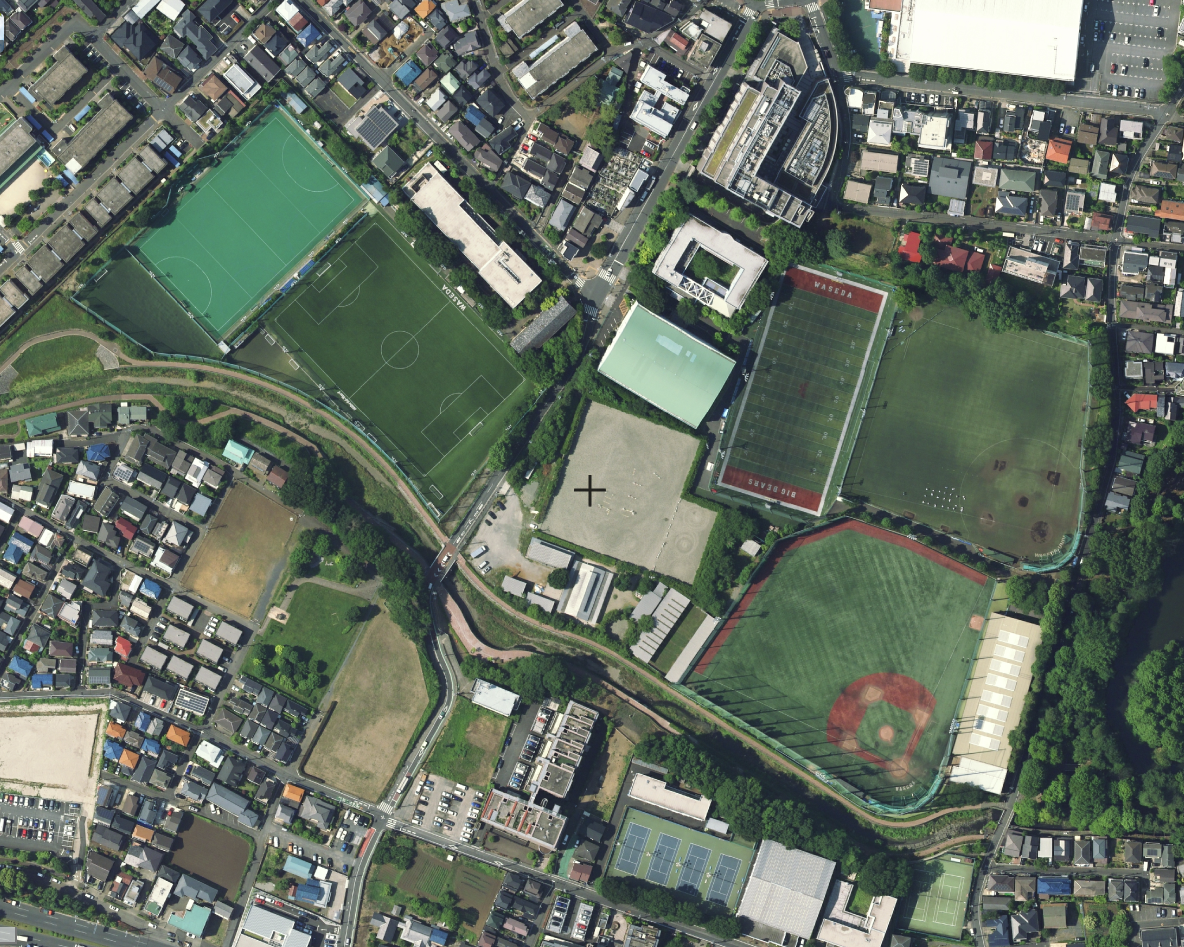
早稲田大学東伏見キャンパス

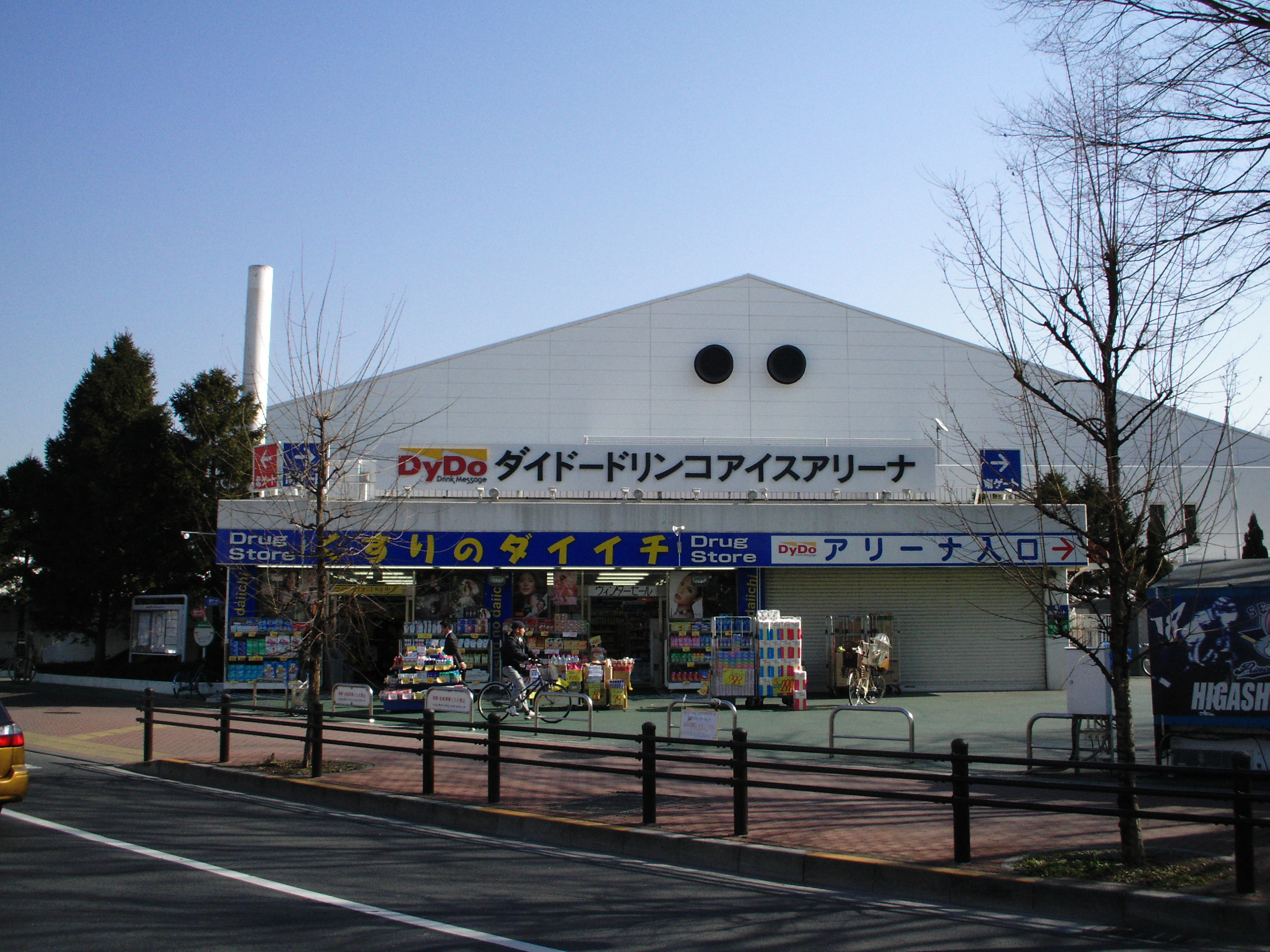
東伏見アイスアリーナ

教育
- 早稲田大学東伏見キャンパス
- 早稲田大学東伏見運動場
- 西東京市立東伏見小学校

その他
- 東伏見稲荷神社
- 東伏見アイスアリーナ
- 東伏見公園

## 史跡
- 下野谷遺跡
- 下野谷遺跡公園